# Cuchillas (Corozal)
Cuchillas es un barrio ubicado en el municipio de Corozal en el estado libre asociado de Puerto Rico. En el Censo de 2020 tiene una población de 1247 habitantes y una densidad poblacional de 178,7 personas por km².

## Geografía
Cuchillas se encuentra ubicado en las coordenadas 18°17′35″N 66°21′41″O / 18.29306, -66.36139. Según la Oficina del Censo de los Estados Unidos, Cuchillas tiene una superficie total de 6.98 km², de la cual 6.98 km² corresponden a tierra firme y (0.04%) 0 km² es agua.

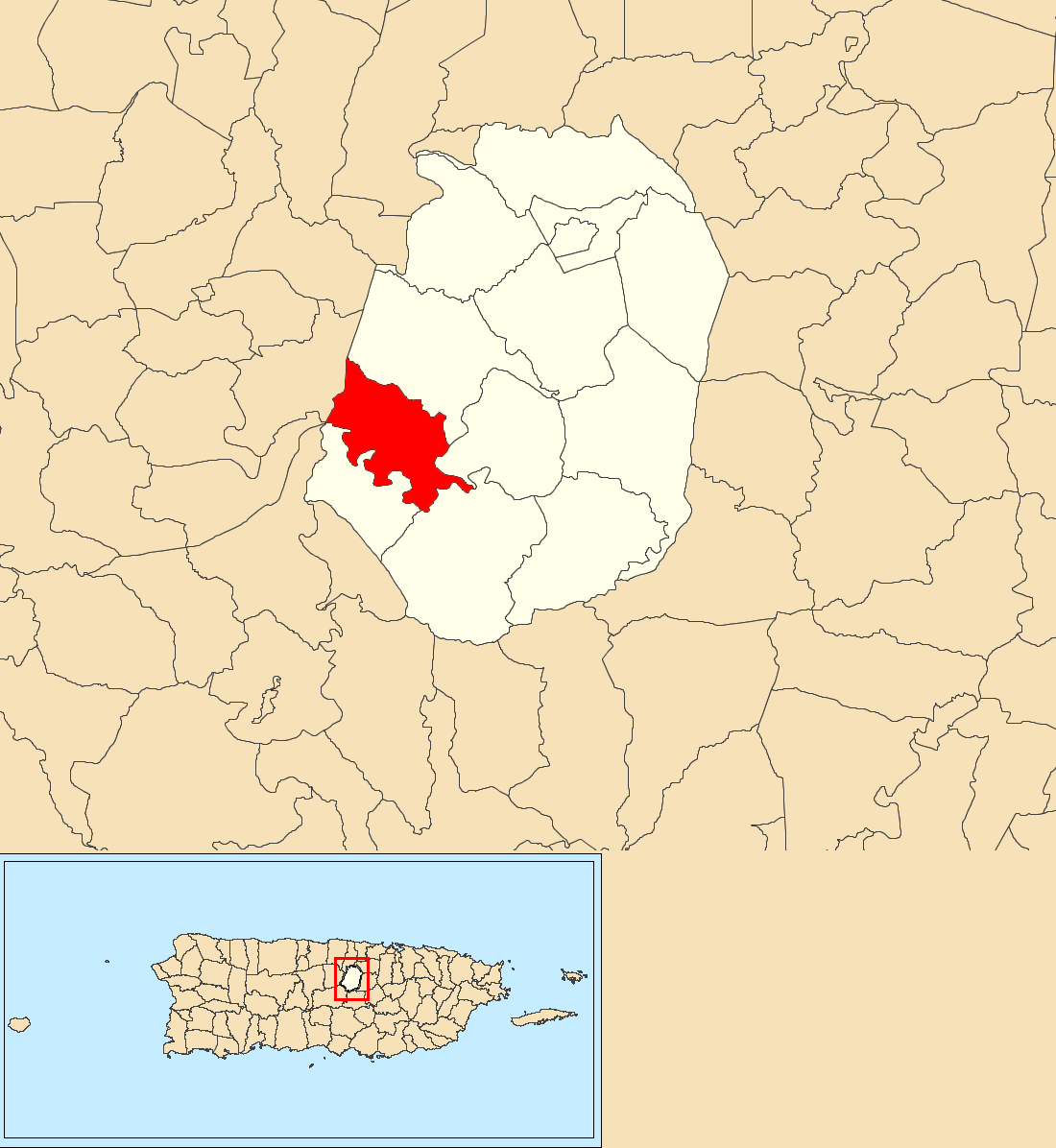
Cuchillas, un barrio de Corozal

## Demografía
Según el censo de 2020, hay 1247 personas residiendo en Cuchillas. La densidad de población era de 178,7 hab./km². De los 1247 habitantes, Cuchillas estaba compuesto por el 14,9% blancos, el 3,4% eran afroamericanos, el 0.3% eran amerindios, el 0,2% eran asiáticos, el 0,1% es isleño del Pacífico, el 36,4% son de otras razas y el 44,7% son de una mezcla de razas. Del total de la población, el 99,8% son hispanos o latinos de cualquier raza.